# Aeroport Internacional Atatürk

L'Aeroport Internacional Atatürk (codi IATA: ISL; codi OACI: LTBA) (en turc: Atatürk Uluslararası Havalimanı) és un aeroport d'Istanbul. Està situat al barri de Yeşilköy, a la part europea de la ciutat i a 24 km del centre. L'any 1980 l'aeroport va ser rebatejat com Aeroport Internacional Atatürk en honor de Mustafa Kemal Atatürk, el fundador de la República de Turquia. Actualment l'aeroport es troba entre els 40 aeroports més freqüentats del món pel que fa al nombre de passatgers i és el 9è més ocupat d'Europa, segons estadístiques de l'any 2009. És un important centre de connexions per a Turkish Airlines i un destacat focus per a Atlasjet i Onur Air. 

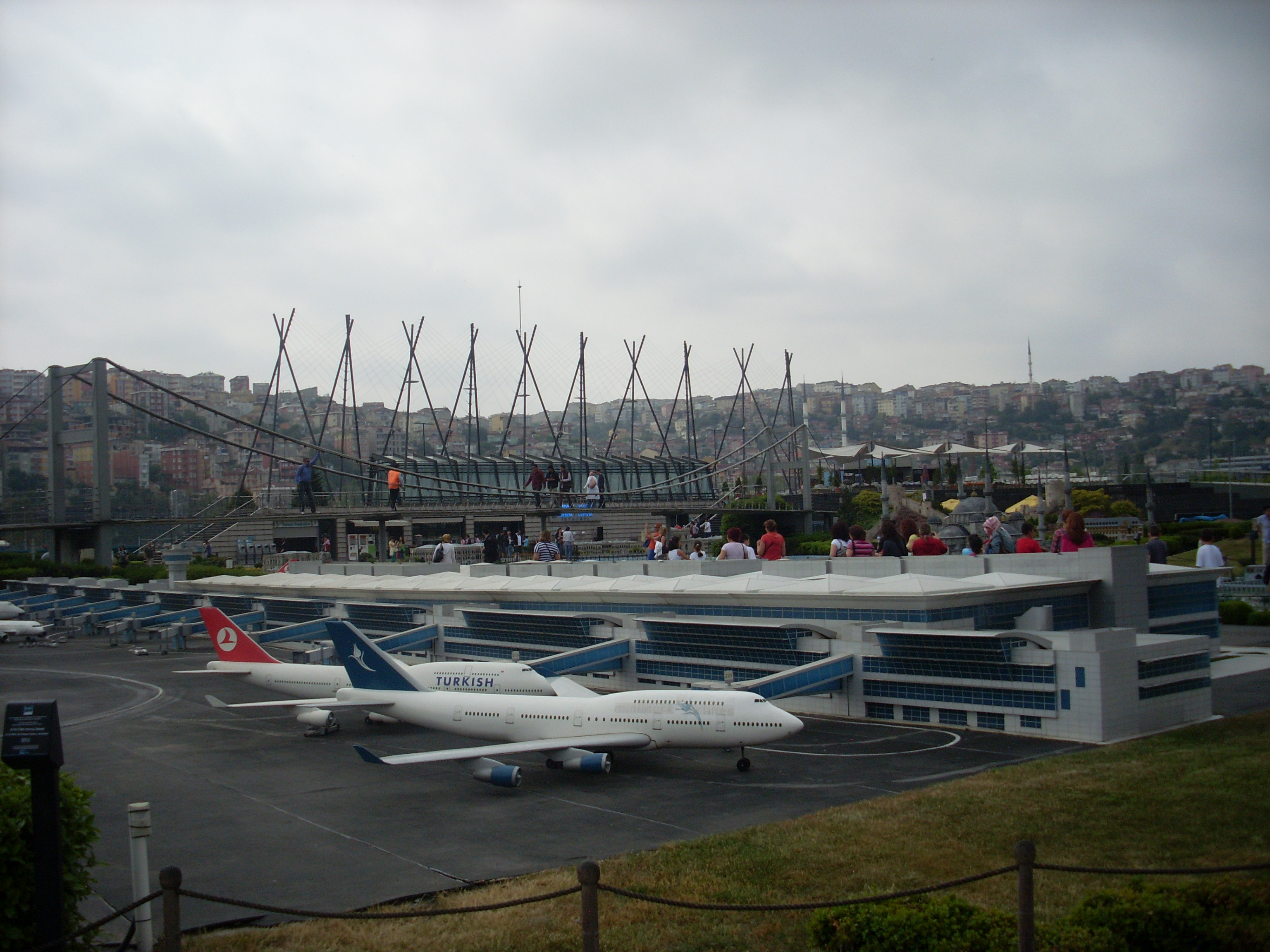
Atatürk Havalimanı a Miniatürk.

 El 29 de febrer de 2016, El Consell Internacional d'Aeroports (ACI) ha declarat aquest aeroport com el més desenvolupat d'Europa 2015.
El 28 de juny de 2016, van haver-hi explosions i tirotejos a l'aeroport que van comportar la mort de 41 persones i 230 ferits.

## Aerolínies i destinacions
| Companyia                                     | Destinacions | Terminal |
| --------------------------------------------- | --- | -------- |
| Adria Airways                                 | Ljubljana | B        |
| Aegean Airlines                               | Atenes | B        |
| Aeroflot                                      | Moscou-Xeremètievo | B        |
| Air Algérie                                   | Alger, Constantina, Orà | B        |
| Air Astana                                    | Almaty, Astanà, Atyrau | B        |
| Air France                                    | París-Charles de Gaulle | B        |
| Air Malta                                     | Malta | B        |
| Air Moldova                                   | Chişinău | B        |
| Air Transat                                   | Montréal-Trudeau [comença el 15 de maig], Toronto-Pearson [comença el 15 de maig] | -        |
| airBaltic                                     | Riga | B        |
| Albanian Airlines                             | Tirana | B        |
| Alitalia                                      | Roma-Fiumicino, Torí | B        |
| Ariana Afghan Airlines                        | Kabul | B        |
| Armavia                                       | Yerevan | B        |
| Atlasjet                                      | Antalya, Bodrum, Esmirna | A        |
| Atlasjet                                      | Arbil, Ercan, Pristina, Sulaimaniyah | B        |
| Austrian Airlines                             | Viena | B        |
| Austrian Airlines operat per Tyrolean Airways | Viena | B        |
| Azerbaijan Airlines                           | Bakú | B        |
| Azmar Airlines                                | Sulaimaniyah | B        |
| Belavia                                       | Minsk | B        |
| Berkut Air                                    | Astanà | B        |
| B&H Airlines                                  | Sarajevo | B        |
| British Airways                               | Londres-Heathrow | B        |
| Buraq Air                                     | Tripoli, Benghazi | B        |
| Caspian Airlines                              | Teheran-Imam Khomeini | B        |
| Corendon Airlines                             | Amsterdam, Teheran-Imam Khomeini | B        |
| Delta Air Lines                               | Nova York-JFK | B        |
| Dniproavia                                    | Dniprò | B        |
| Eastok Avia                                   | Sulaimaniyah | B        |
| EgyptAir                                      | El Caire | B        |
| Emirates                                      | Dubai | B        |
| Etihad Airways                                | Abu Dhabi | B        |
| Finnair                                       | Hèlsinki | B        |
| Freebird Airlines                             | Madrid-Barajas | B        |
| Germania                                      | Berlín-Tegel, Frankfurt, Düsseldorf | B        |
| Gulf Air                                      | Bahrain | B        |
| Iberia                                        | Madrid-Barajas | B        |
| Iran Air                                      | Tabriz, Teheran-Imam Khomeini | B        |
| Iraqi Airways                                 | Bagdad, Basra | B        |
| Jetairfly                                     | Brussel·les Sud-Charleroi | B        |
| Kish Air                                      | Teheran-Imam Khomeini | B        |
| KLM                                           | Amsterdam | B        |
| Korean Air                                    | Seül-Incheon | B        |
| Libyan Airlines                               | Benghazi, Trípoli | B        |
| LOT Polish Airlines                           | Varsòvia | B        |
| Lufthansa                                     | Düsseldorf, Frankfurt, Múnic | B        |
| Mahan Air                                     | Teheran-Imam Khomeini | B        |
| Malaysia Airlines                             | Kuala Lumpur | B        |
| Middle East Airlines                          | Beirut | B        |
| Motor Sich Airlines                           | Zaporizhia | B        |
| Nile Air                                      | El Caire | B        |
| Nouvelair                                     | Monastir | B        |
| Onur Air                                      | Adana, Antalya, Bodrum, Dalaman, Diyarbakır, Erzurum, Gaziantep, Izmir, Malatya, Samsun, Trabzon | A        |
| Pakistan International Airlines               | Abu Dhabi, Islamabad | B        |
| Pegasus Airlines operat per IZair             | İzmir | A        |
| Polet Airlines                                | Voronezh | B        |
| Qatar Airways                                 | Doha | B        |
| Red Wings Airlines                            | Moscou-Vnukovo | B        |
| Rossiya                                       | St. Petersburg | B        |
| Royal Air Maroc                               | Casablanca | B        |
| Royal Jordanian                               | Amman-Reina Alia | B        |
| Sky Airlines                                  | Antalya, Hamburg, Tel-Aviv | A,B      |
| Somon Air                                     | Duixanbe | B        |
| Saudi Arabian Airlines                        | Jeddah, Madinah, Riyadh | B        |
| SCAT                                          | Aktau | B        |
| Singapore Airlines                            | Singapur | B        |
| SkyExpress                                    | Moscou-Vnukovo | B        |
| Swiss International Airlines                  | Zuric | B        |
| Syrian Air                                    | Alep, Damasc | B        |
| Tailwind Airlines                             | Düsseldorf | B        |
| Tajikistan Airlines                           | Duixanbe | B        |
| TAROM                                         | Bucarest-Otopeni | B        |
| Tunis Air                                     | Tunis | B        |
| Turkish Airlines                              | Adana, Adıyaman, Ağrı, Ankara, Antalya, Batman, Bodrum, Çanakkale, Dalaman, Denizli, Diyarbakir, Elazığ, Erzincan, Erzurum, Eskişehir, Gaziantep, Hatay, Isparta, İzmir, Kahramanmaraş, Kars, Kayseri, Konya, Malatya, Mardin, Merzifon, Muş, Nevşehir, Samsun, Şanlıurfa, Sinop, Sivas, Trabzon, Uşak, Van | A        |
| Turkish Airlines                              | Abu Dhabi, Accra, Addis Abeba, Alep, Alexandria-Borg el Arab, Alger, Almaty, Amman, Amsterdam, Ashgabat, Astanà, Atenes, Bagdad, Bahrain, Bakú, Bangkok-Suvarnabhumi, Barcelona, Batumi, Basilea/Mulhouse, Beirut, Belgrad, Benghazi, Berlín-Tegel, Birmingham, Bishkek, Bolonya, Brussel·les, Bucarest-Otopeni, Budapest, El Caire, Casablanca, Chicago-O'Hare, Chişinău, Ciutat del Cap, Ciutat Ho Chi Minh, Colònia/Bonn, Copenhaguen, Dakar, Damasc, Dar es Salaam, Delhi, Dhaka, Dniprò, Doha, Donetsk, Dubai, Dublín, Duixanbe, Düsseldorf, Entebbe, Estocolm-Arlanda, Frankfurt, Ginebra, Göteborg-Landvetter, Guangzhou [comença el 30 de gener], Hamburg, Hannover, Hèlsinki, Hong Kong, Iekaterinburg, Jakarta-Soekarno-Hatta, Jiddah, Johannesburg, Karachi, Kazan, Khartum, Kíev-Boryspil, Kuwait, Lagos, Lió, Lisboa, Ljubljana, Londres-Heathrow, Los Angeles [comença el 3 de març], Lviv, Madinah, Madrid-Barajas, Manchester, Marsella, Mashhad, Milà-Malpensa, Minsk, Moscou-Xeremètievo, Mumbai, Múnic, Muscat, Nairobi, Nova York-JFK, Niça, Nicòsia-Ercan, Nuremberg, Odessa, Osaka-Kansai, Oslo-Gardermoen, París-Charles de Gaulle, Pequín-Capital, Podgorica, Praga, Pristina, Riga, Riyadh, Roma-Fiumicino, Rostov del Don, St. Petersburg, Sanà, São Paulo-Guarulhos, Sarajevo, Seül-Incheon, Shiraz, Simferòpol, Singapur, Skopje, Sofia, Sotxi, Stuttgart, Tabriz, Taixkent, Tbilissi, Teheran-Imam Khomeini, Tel-Aviv, Tirana, Tòquio-Narita, Tolosa de Llenguadoc, Toronto-Pearson, Trípoli, Tunis, Ufa, Venècia-Marco Polo, Viena, Varsòvia, Washington-Dulles, Xanghai-Pudong, Zagreb, Zuric | B        |
| Turkmenistan Airlines                         | Ashgabat | B        |
| Turkuaz Airlines                              | Hamnover, Stuttgart | B        |
| Uzbekistan Airlines                           | Taixkent | B        |
| Wataniya Airways                              | Kuwait | B        |
| Viking Hellas                                 | Erbil, Rhodes | B        |
| Wind Rose Aviation                            | Kíev-Boryspil | B        |